# میک براون (بازیکن فوتبال)
میک براون (انگلیسی: Mick Brown؛ زادهٔ ۱۱ ژوئیهٔ ۱۹۳۹) بازیکن فوتبال اهل جمهوری ایرلند است.
از باشگاه‌هایی که در آن بازی کرده‌است می‌توان به باشگاه فوتبال لینکولن سیتی و باشگاه فوتبال هال سیتی اشاره کرد.